# Mound, Minnesota
Mound är en stad i Hennepin County i Minnesota. Vid 2020 års folkräkning hade Mound 9 398 invånare.

## Kända personer från Mound
- Taylor Matson, ishockeyspelare
- Kevin Sorbo, skådespelare